# 아카이 슈이치
아카이 슈이치는 FBI의 저격수로 현재 최수현으로 살고 있다
홈즈 덕후인듯 하며 최수현은 대학원생이라고 나온다.
코난은 하이바라의 수상한 이를 머무르게 한다는 이야기를 듣곤 "홈즈 덕후중에 나쁜 사람은 없어."라며 말했던 것으로 보아 짐작 가능하다.

## 주거지
쿠도저택에서 산다

## 나이
32살이다

## 키
180후반으로 알려졌다

## 직업
FBI의 저격수이다
하지만 직업을 숨긴 지금의 오키야는 대학원생으로
전에 보라(소노코)가 가방을 뒤졌을 때 도청기 감지기를 주파
탐지기라는등 한 것으로 보아 기계쪽의 과라 추측가능하다

## 같이 보기
명탐정코난
에도가와 코난
FBI
명탐정 코난의 등장인물 목록